# Liste der abgerissenen Kirchengebäude im Rheinischen Braunkohlerevier

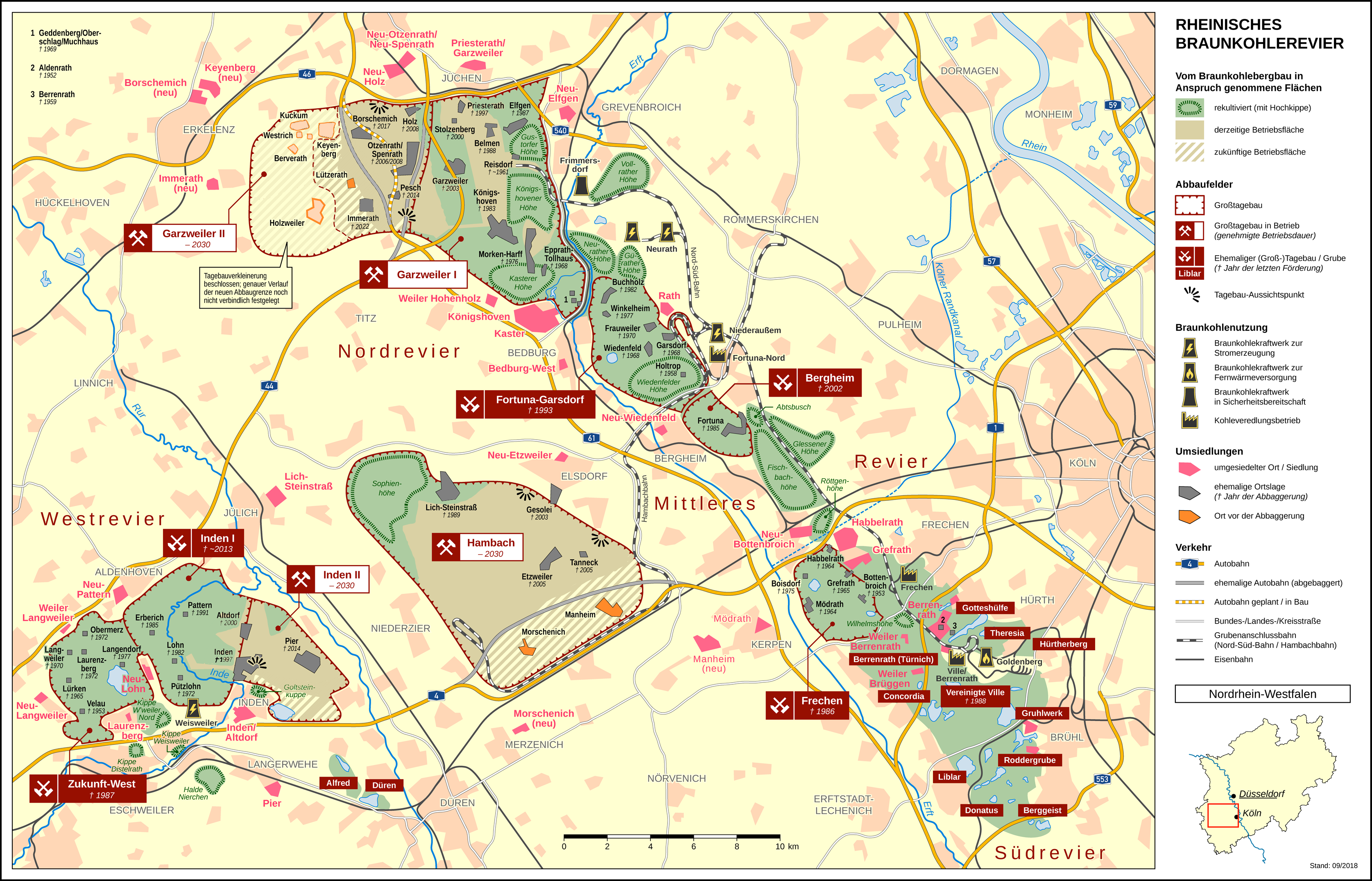
Karte des Rheinischen Braunkohlereviers

Die Liste der abgerissenen Kirchengebäude im Rheinischen Braunkohlerevier erfasst diejenigen Kirchengebäude, die aufgrund der Umsiedlungen im Rahmen des Braunkohletagebaus im Rheinland profaniert und abgerissen wurden. In den allermeisten Fällen wurden in den neu errichteten Ersatzdörfern auch neue Kirchengebäude errichtet, die als Nachfolgegebäude ebenfalls in diese Liste aufgenommen werden, um den Bezug zwischen beiden Kirchengebäuden hervorzuheben. Wenn nicht anders vermerkt, trägt der Nachfolgebau in der Regel das Patrozinium bzw. den Namen der Vorgängerkirche.

## Liste
| Bilder | Patrozinium bzw. Name             | Gemeinde/Ortsteil                       | Bauzeit und Abriss              | Anmerkungen / Besonderheiten | Nachfolgebau         | Standort Nachfolgebau                        |
| ------ | --------------------------------- | --------------------------------------- | ------------------------------- | --- | -------------------- | -------------------------------------------- |
|        | St. Antonius Eremit               | Aldenhoven/Langweiler (Standort)        | 17. Jh.–1970                    | stattlicher Kapellenbau | –                    | kein Nachfolgebau                            |
|        | St. Cornelius                     | Aldenhoven/Obermerz (Standort)          | 16. Jh.–1972                    | Kapelle mit gotischem Chor und Langhaus aus dem 18. Jahrhundert | –                    | kein Nachfolgebau                            |
|        | St. Matthäus                      | Aldenhoven/Pattern                      | 1905–1990                       | Neugotische Pfarrkirche, ersetzt durch die Matthäuskapelle in Neu-Pattern |                      | Aldenhoven/Neu-Pattern (Standort)            |
|        | Kloster Bethlehem                 | Bergheim (Standort)                     | 1899–1967                       | Kloster der Elisabethinnen. An den Standort des Klosters erinnert das Gipfelkreuz Bethlehemer Höhe. |                      | kein Nachfolgebau                            |
|        | St. Barbara                       | Bergheim/Fortuna                        | ~1920–1989                      | Der Dachreiter wurde mitsamt der Glocken im Nachbarort Oberaußem wiederaufgestellt und im Ort die Barbarakapelle errichtet. |                      | Oberaußem (Standort)                         |
|        | St. Luzia                         | Bedburg/Frauweiler (Standort)           | 1488–1970                       | Die gotische Kirche diente ursprünglich als Klosterkirche der Augustinerinnen. |                      | Bedburg/Rath (Standort)                      |
|        | St. Antonius                      | Bedburg/Buchholz                        | 1905–1983                       | Neugotische Filialkirche mit Dachreiter |                      | Bedburg/Bedburg-West (Standort)              |
|        | St. Peter                         | Bedburg/Königshoven                     | ????–1980                       | Repräsentative neugotische Pfarrkirche. Nach der Renaturierung wurde südlich des Standortes der alten Kirche die Gedächtniskapelle St. Petrus errichtet. Die Fenster stammen aus der alten Antonius-Kapelle in Buchholz.(Standort)                                                                               |                      | Bedburg/Neu-Königshoven (Standort)           |
|        | St. Hubertus                      | Elsdorf/Etzweiler (Standort)            | 1788–2002                       | Die Kirchturmspitze wurde auf dem Nachfolgebau in Neu-Etzweiler wiederverwendet. |                      | Elsdorf/Neu-Etzweiler (Standort)             |
|        | St. Martinus                      | Erkelenz/Borschemich (Standort)         | 1915–2016                       | Neugotische Filialkirche |                      | Erkelenz/Neu-Borschemich (Standort)          |
|        | St. Lambertus                     | Erkelenz/Immerath (Standort)            | 1890–2018                       | Repräsentative neoromanische Pfarrkirche mit Doppelturmfassade. Während des Abrisses wurde die Kirche unter dem Namen „Immerather Dom“ landesweit bekannt. |                      | Erkelenz/Neu-Immerath (Standort)             |
|        | Heilig Kreuz                      | Erkelenz/Keyenberg (Standort)           | 1866/1913–2023 (Abriss geplant) | Repräsentative neogotische Pfarrkirche; Bemerkenswert ist die vollständig original erhaltene Ausstattung mitsamt historischer Stahlhuth-Orgel |                      | Erkelenz/Keyenberg (neu) (Standort)          |
|        | Herz Jesu                         | Erkelenz/Kuckum (Standort)              | 1890–2025 (Abriss geplant)      | einschiffige neugotische Pfarrkirche mit Dachreiter. | –                    | noch nicht errichtet                         |
|        | St. Josef                         | Erkelenz/Berverath (Standort)           | 1912–2025 (Abriss geplant)      | einschiffige neubarocke Pfarrkirche mit Dachreiter. | –                    | noch nicht errichtet                         |
|        | St. Silvester                     | Eschweiler/Lohn (Eschweiler) (Standort) | 1903–1973                       | Aufgrund ihrer Größe wurde die Kirche auch „Dom des Jülicher Landes“ genannt. An selbiger Stelle wurde nach der Renaturierung 2003 eine Gedächtniskapelle errichtet. |                      | Eschweiler/Neu-Lohn (Standort)               |
|        | St. Josef                         | Eschweiler/Fronhoven (Standort)         | 1903–1973                       | Große turmlose neugotische Filialkirche; da in unmittelbarer Nachbarschaft der Ort Neu-Lohn mit seiner Pfarrkirche St. Silvester entstand, wurde auf einen Nachfolgebau verzichtet. | –                    | kein Nachfolgebau                            |
|        | St. Laurentius                    | Eschweiler/Laurenzberg (Standort)       | 14. Jh.–1972                    | Dreischiffige gotische Pfarrkirche mit neugotischem Turm von 1890 | –                    | kein Nachfolgebau                            |
|        | St. Antonius von Padua            | Frechen/Habbelrath                      | 1937–1970                       | |                      | Frechen/Neu-Habbelrath (Standort)            |
|        | Mariä Himmelfahrt                 | Frechen/Grefrath                        | 1949–1963                       | Die Kirche existierte nur eine bemerkenswert kurze Zeitspanne von 14 Jahren |                      | Frechen/Neu-Grefrath (Standort)              |
|        | St. Georg                         | Grevenbroich/Elfgen                     | 1749–1985                       | Das romanische Kirchenportal wurde im Nachfolgebau St. Georg in Neu-Elfgen integriert |                      | Grevenbroich/Neu-Elfgen (Standort)           |
|        | St. Clemens                       | Inden                                   | 1900–2001                       | Repräsentative neoromanische Pfarrkirche; Die Pfarrkirchen St. Clemens in Inden sowie St. Pankratius in Altdorf erhielten einen gemeinsamen Nachfolgebau St. Clemens und St. Pankratius im neuen Doppelort Inden/Altdorf                                                                                         |                      | Inden/Altdorf (Standort)                     |
|        | Evangelische Kirche               | Inden                                   | 1820–2001                       | |                      | Inden/Altdorf (Standort)                     |
|        | St. Pankratius                    | Inden/Altdorf                           | 1857–2001                       | Neugotische Pfarrkirche; Die Pfarrkirchen St. Clemens in Inden sowie St. Pankratius in Altdorf erhielten einen gemeinsamen Nachfolgebau St. Clemens und St. Pankratius im neuen Doppelort Inden/Altdorf |                      | Inden/Altdorf (Standort)                     |
|        | St. Mariä unbefleckte Empfängnis  | Inden/Pier                              | 1957–2012                       | Die Kirchen St. Mariä unbefleckte Empfängnis in Pier, St. Helena in Vilvenich erhielten einen gemeinsamen Nachfolgebau in Jüngersdorf in unmittelbarer Nachbarschaft zum Ort Neu-Pier. An selbiger Stelle in Jüngersdorf befand sich bereits eine Kapelle aus der Nachkriegszeit, die dem Neubau weichen musste. |                      | Langerwehe/Jüngersdorf (Standort)            |
|        | St. Helena                        | Inden/Vilvenich                         | 18. Jh.–2010                    | Die Kirchen St. Mariä unbefleckte Empfängnis in Pier, St. Helena in Vilvenich erhielten einen gemeinsamen Nachfolgebau in Jüngersdorf in unmittelbarer Nachbarschaft zum Ort Neu-Pier. An selbiger Stelle in Jüngersdorf befand sich bereits eine Kapelle aus der Nachkriegszeit, die dem Neubau weichen musste. |                      | Langerwehe/Jüngersdorf (Standort)            |
|        | St. Pankratius                    | Jüchen/Garzweiler                       | 1860–1989                       | Neugotische Pfarrkirche |                      | Jüchen/Neu-Garzweiler (Standort)             |
|        | Kapelle                           | Jüchen/Alt-Holz                         | 1820–2010                       | Die Kapelle in Neu-Holz orientiert sich an der Form der alten Kapelle |                      | Jüchen/Neu-Holz (Standort)                   |
|        | St. Simon und Judas Thaddäus      | Jüchen/Alt-Otzenrath                    | 1869–2007                       | Der neugotische Zentralbau war in seiner Baugestalt einzigartig. die zentrale Mittelsäule wurde im Dorfkern von Otzenrath wiederaufgestellt. |                      | Jüchen/Otzenrath (Standort)                  |
|        | Evangelische Kirche               | Jüchen/Alt-Otzenrath                    | 1910–2007                       | |                      | Jüchen/Otzenrath (Standort)                  |
|        | St. Albanus und Leonhardus        | Kerpen/Manheim (Standort)               | 1900–2022 (Abriss geplant)      | Repräsentative neugotische Pfarrkirche | noch nicht errichtet | Kerpen/Neu-Manheim (Standort)                |
|        | Marienkapelle                     | Kerpen/Manheim (Standort)               |                                 | neugotische Kapelle, in Manheim-neu wieder aufgebaut |                      | Kerpen/Neu-Manheim (Standort)                |
|        | St. Quirinus                      | Kerpen/Mödrath (Standort)               | ~1900–1964                      | Neuromanische Filialkirche mit Dachreiter |                      | Kerpen/Neu Mödrath (Standort)                |
|        | Mariä Himmelfahrt                 | Kerpen/Bottenbroich (Standort)          | 1484–1951                       | Ehemalige gotische Zisterzienserkloster- und Pfarrkirche; die Kirche in Neu-Bottenbroich erhielt das Patrozinium Heilig Geist |                      | Kerpen/Neu-Bottenbroich (Standort)           |
|        | St. Martinus                      | Morken-Harff                            | 1894–1974                       | Neoromanische Pfarrkirche. Turmspitze und Glocke aus dem 15. Jahrhundert vor der neuen Kirche aufgestellt. |                      | Bedburg/Kaster (Neu Morken-Harff) (Standort) |
|        | Alter Kirchturm mit Marienkapelle | Morken-Harff                            | 12. Jh.–1956                    | Turm der 1897 abgebrochenen alten Pfarrkirche St. Martinus in Morken. Fortan als Marienkapelle am Friedhof genutzt und 1956 gesprengt. In Kaster durch die Morkener Marienkapelle ersetzt. |                      | Bedburg/Kaster (Neu Morken-Harff) (Standort) |
|        | Schlosskapelle St. Caecilia Harff | Morken-Harff (Standort)                 | 1471–1972                       | Gotische Kapelle von Schloss Harff, mit dem Jahr 1471 bezeichnet. 1857/1858 wurde die Kapelle durch Vincenz Statz nach Westen verlängert |                      |                                              |
|        | St. Andreas und Matthias          | Niederzier/Lich-Steinstraß              | 1800/1900–1986                  | Barocke Saalkirche mit neugotischem Querhaus und Chor. |                      | Jülich/Neu Lich-Steinstraß (Standort)        |
|        | Matthiaskapelle                   | Niederzier/Lich-Steinstraß              |                                 | Neugotische Kapelle, im neuen Ort wieder aufgebaut. |                      | Jülich/Neu Lich-Steinstraß (Standort)        |